# Tanaka Yudai
Tanaka Yudai (田中 雄大, sinh ngày 8 tháng 8 năm 1988) là một cầu thủ bóng đá người Nhật Bản thi đấu cho Hokkaido Consadole Sapporo.

## Thống kê câu lạc bộ
Cập nhật đến ngày 23 tháng 2 năm 2018.
| Thành tích câu lạc bộ | Thành tích câu lạc bộ | Thành tích câu lạc bộ | Giải vô địch | Giải vô địch | Cúp                   | Cúp                   | Cúp Liên đoàn | Cúp Liên đoàn | Tổng cộng | Tổng cộng |
| Mùa giải              | Câu lạc bộ            | Giải vô địch          | Số trận      | Bàn thắng    | Số trận               | Bàn thắng             | Số trận       | Bàn thắng     | Số trận   | Bàn thắng |
| Nhật Bản              | Nhật Bản              | Nhật Bản              | Giải vô địch | Giải vô địch | Cúp Hoàng đế Nhật Bản | Cúp Hoàng đế Nhật Bản | J. League Cup | J. League Cup | Tổng cộng | Tổng cộng |
| --------------------- | --------------------- | --------------------- | ------------ | ------------ | --------------------- | --------------------- | ------------- | ------------- | --------- | --------- |
| 2011                  | Kawasaki Frontale     | J1 League             | 6            | 0            | 0                     | 0                     | 2             | 0             | 8         | 0         |
| 2012                  | Kawasaki Frontale     | J1 League             | 3            | 0            | -                     | -                     | 2             | 0             | 5         | 0         |
| 2012                  | Tochigi SC            | J2 League             | 4            | 0            | 1                     | 0                     | -             | -             | 5         | 0         |
| 2013                  | Gainare Tottori       | J2 League             | 33           | 2            | 1                     | 0                     | -             | -             | 33        | 2         |
| 2014                  | Mito Hollyhock        | J2 League             | 31           | 3            | 1                     | 0                     | -             | -             | 32        | 3         |
| 2015                  | Mito Hollyhock        | J2 League             | 42           | 1            | 2                     | 0                     | -             | -             | 0         | 0         |
| 2016                  | Vissel Kobe           | J1 League             | 9            | 0            | 0                     | 0                     | 3             | 1             | 12        | 1         |
| 2017                  | Consadole Sapporo     | J1 League             | 6            | 0            | 1                     | 0                     | 3             | 0             | 10        | 0         |
| Tổng                  | Tổng                  | Tổng                  | 134          | 6            | 6                     | 0                     | 10            | 1             | 150       | 7         |